# Schöneborn
Schöneborn ist ein Ortsteil von Marienheide im Oberbergischen Kreis im Regierungsbezirk Köln in Nordrhein-Westfalen.

## Geschichte

### Erstnennung
Nach dem Jahr 1450 wurde der Ort das erste Mal urkundlich erwähnt und zwar „Mettze van Schenborn gehört zu den Wachszinsigen des Kölner Apostelstiftes“.
Die Schreibweise der Erstnennung war Schenborn.

## Ortslage
Der Ort liegt ungefähr 3,1 km vom Ortszentrum Marienheide entfernt und ist über die Orte:
Kotthausen (Marienheide) etwa 0,5 km; Späinghausen rund 0,5 km; Kalsbach annähernd 1,0 km zu erreichen.
Der Ort liegt ländlich umgeben von Wiesen und Wäldern.

## Hofgemeinschaft

### Brauchtum
Seit Silvester 1947 besteht die „Hofgemeinschaft Schöneborn“ die das Dorfleben mit Brauchtum erfüllt.
Dazu zählen das „Maifeuer“ am jeweils 30. April eines Jahres sowie das „Eiersingen“ zu Pfingstsonntag.

## Freizeit

### Wander- und Radwege
Durch Schöneborn führt der Rundwanderweg A7 (Marienheide – Däinghausen – Kotthausen – Schöneborn – Späinghausen – Stülinghausen – Bruchertalsperre – Eberg – Marienheide) mit 9,6 Kilometern länger. 

## Persönlichkeiten

### In Schöneborn geboren
- Paul Lücke (1914–1976), Bundesminister für Wohnungsbau und Inneres